# Delegado presidencial regional de Chile
El delegado presidencial regional es quien ejerce las funciones y atribuciones del presidente de la República en cada una de las 16 regiones de Chile. Lo que significa que es el representante natural e inmediato del presidente en cada una de las regiones, además le corresponde la coordinación, supervigilancia o fiscalización de los servicios públicos que operen en la región que dependan o se relacionen con un ministerio, ejerce sus respectivas funciones de acuerdo a las órdenes e instrucciones del presidente de la República. Al delegado presidencial regional no le corresponde presidir ni participar en el consejo regional, ni tampoco ser el órgano ejecutivo de cada región, funciones que le corresponden al gobernador regional.

## Historia
Fue creado por la reforma constitucional del año 2017, en reemplazo de la figura del intendente regional.
Se acaba la figura de los intendentes y en su reemplazo, se crea el cargo de delegado presidencial regional, como representante del Presidente de la República en la Región. Así, el delegado presidencial regional ejerce el gobierno interior de cada región. Es el representante natural e inmediato del Presidente de la República en el territorio de su jurisdicción. Es nombrado por el jefe del Estado y del Gobierno y se mantendrá en sus funciones mientras cuente con su confianza.
El 13 de julio de 2021 el presidente Sebastián Piñera nombró a los primeros 16 delegados presidenciales regionales, quienes asumieron su cargo al día siguiente.

## Nombramiento y requisitos
El Delegado Presidencial Regional es nombrado por el presidente de la República y se mantendra en sus funciones mientras cuente con su confianza.
Para ser designado delegado presidencial regional, se requiere:
- Ser ciudadano con derecho a sufragio.
- Tener cumplidos 21 años de edad y reunir los requisitos generales para el ingreso a la Administración Pública chilena.
- No hallarse condenado por crimen o simple delito, y
- Residir en la región respectiva, a lo menos, en los últimos dos años anteriores a su designación

No podrá ser delegado presidencial regional el que tuviere dependencia de sustancias o drogas estupefacientes o sicotrópicas ilegales, a menos que justifique su consumo por un tratamiento médico. Para asumir alguno de esos cargos, el interesado deberá prestar una declaración jurada que acredite que no se encuentra afecto a esta causal de inhabilidad.

## Subrogación y cesación en el cargo
El delegado presidencial regional será subrogado por el delegado presidencial provincial de la provincia más cercana y, a falta de este, por el funcionario de más alto grado del respectivo escalafón administrativo; lo anterior se entiende sin perjuicio de la facultad del presidente para designar un suplente.
Los delegados presidenciales provinciales cesarán en sus cargos por las siguientes causales:
- Pérdida de cualquiera de los requisitos habilitantes establecidos para su desempeño;
- Aceptación de un cargo incompatible;
- Inscripción como candidato a un cargo de elección popular;
- Aceptación de renuncia;
- Remoción dispuesta por el presidente de la República, y
- Destitución por acuerdo del Senado, conforme a lo dispuesto en el artículo 53, n.º 1, de la Constitución Política de la República.

## Atribuciones y competencias
Entre las labores que debe cumplir, un delegado presidencial regional se encuentran las siguientes:
- La coordinación, supervigilancia o fiscalización de los servicios públicos creados por ley para el cumplimiento de las funciones administrativas que operen en la región, que dependan o se relacionen con el presidente de la República a través de un Ministerio (como las Secretarías regionales ministeriales, Seremi's o delegaciones presidenciales provinciales), entre otras funciones establecidas en la Ley Orgánica Constitucional de Gobierno y Administración Regional.
- Velar porque en el territorio de su jurisdicción se respete la tranquilidad, orden público y resguardo de las personas y bienes y podrá requerir el auxilio de la fuerza pública (Carabineros o FF. AA.) en el territorio de su jurisdicción, en conformidad a la ley.
- Los delegados presidenciales regionales ejercerán sus funciones en la capital regional, según corresponda, sin perjuicio de que puedan ejercerlas transitoriamente en otras localidades de sus territorios jurisdiccionales.[3]
- Los delegados presidenciales regionales podrán solicitar de los jefes de los organismos de la Administración del Estado sujetos a su fiscalización o supervigilancia, los informes, antecedentes o datos que requieran para dichos fines, debiendo éstos proporcionarlos oportunamente.[3]
- Los delegados presidenciales regionales deberán poner en conocimiento de la Contraloría General de la República y del tribunal competente, aquellos hechos que, con fundamento plausible, puedan originar responsabilidad administrativa, civil o penal en contra de algún funcionario de las instituciones sujetas a su fiscalización o supervigilancia.[3]
- El Servicio de Gobierno Interior apoyará el ejercicio de las funciones y atribuciones que el presente título confiere a delegados presidenciales regionales.[3]

## Lista de delegados presidenciales regionales
Los siguientes son los delegados y delegadas presidenciales regionales del Gobierno de Gabriel Boric para el período 2022–2026, reemplazando la figura de Intendente Regional existente hasta antes del año 2021:
| Delegados Presidenciales Regionales | Delegados Presidenciales Regionales              | Delegados Presidenciales Regionales                        | Delegados Presidenciales Regionales | Delegados Presidenciales Regionales | Delegados Presidenciales Regionales | Delegados Presidenciales Regionales | Delegados Presidenciales Regionales |
| Región                              | Región                                           | Delegación                                                 | Nombre                              | Nombre                              | Partido                             | Partido                             | Período                             |
| ----------------------------------- | ------------------------------------------------ | ---------------------------------------------------------- | ----------------------------------- | ----------------------------------- | ----------------------------------- | ----------------------------------- | ----------------------------------- |
|                                     | Región de Arica y Parinacota                     | Delegación Presidencial Regional de Arica y Parinacota     |                                     | Camila Rivera Tapia                 |                                     | PPD                                 | Desde el 15 de noviembre de 2024    |
|                                     | Región de Tarapacá                               | Delegación Presidencial Regional de Tarapacá               |                                     | Ivonne Donoso Olivares              |                                     | PS                                  | Desde el 15 de noviembre de 2024    |
|                                     | Región de Antofagasta                            | Delegación Presidencial Regional de Antofagasta            |                                     | Karen Behrens Navarrete             |                                     | PS                                  | Desde el 11 de marzo de 2022        |
|                                     | Región de Atacama                                | Delegación Presidencial Regional de Atacama                |                                     | Rodrigo Illanes Naranjo             |                                     | FA                                  | Desde el 9 de agosto de 2024        |
|                                     | Región de Coquimbo                               | Delegación Presidencial Regional de Coquimbo               |                                     | Galo Luna Penna                     |                                     | PCCh                                | Desde el 23 de octubre de 2023      |
|                                     | Región de Valparaíso                             | Delegación Presidencial Regional de Valparaíso             |                                     | Yanino Riquelme González            |                                     | PCCh                                | Desde el 15 de noviembre de 2024    |
|                                     | Región Metropolitana de Santiago                 | Delegación Presidencial Regional Metropolitana de Santiago |                                     | Gonzalo Durán Baronti               |                                     | FA                                  | Desde el 1 de julio de 2024         |
|                                     | Región del Libertador General Bernardo O'Higgins | Delegación Presidencial Regional de O'Higgins              |                                     | Fabio López Aguilera                |                                     | PPD                                 | Desde el 11 de marzo de 2022        |
|                                     | Región del Maule                                 | Delegación Presidencial Regional del Maule                 |                                     | Humberto Aqueveque Díaz             |                                     | PS                                  | Desde el 11 de marzo de 2022        |
|                                     | Región de Ñuble                                  | Delegación Presidencial Regional de Ñuble                  |                                     | Rodrigo García Hurtado              |                                     | PPD                                 | Desde el 1 de julio de 2024         |
|                                     | Región del Biobío                                | Delegación Presidencial Regional del Biobío                |                                     | Eduardo Pacheco Pacheco             |                                     | FA                                  | Desde el 15 de noviembre de 2024    |
|                                     | Región de la Araucanía                           | Delegación Presidencial Regional de La Araucanía           |                                     | Domingo Abdala Abarzúa              |                                     | PPD                                 | Desde el 15 de noviembre de 2024    |
|                                     | Región de Los Ríos                               | Delegación Presidencial Regional de Los Ríos               |                                     | Jorge Alvial Pantoja                |                                     | PPD                                 | Desde el 2 de diciembre de 2023     |
|                                     | Región de Los Lagos                              | Delegación Presidencial Regional de Los Lagos              |                                     | Paulina Muñoz Molina                |                                     | PPD                                 | Desde el 15 de noviembre de 2024    |
|                                     | Región Aysén del General Carlos Ibáñez del Campo | Delegación Presidencial Regional de Aysén                  |                                     | Jorge Díaz Guzmán                   |                                     | PS                                  | Desde el 15 de noviembre de 2024    |
|                                     | Región de Magallanes y de la Antártica Chilena   | Delegación Presidencial Regional de Magallanes             |                                     | José Ruiz Pivcevic                  |                                     | FA                                  | Desde el 4 de mayo de 2023          |

#### Renuncias
El 30 de septiembre de 2022, el Delegado Presidencial Regional de La Araucanía, Raúl Allard Soto, renunció a su cargo. Al día siguiente, fue reemplazado por José Francisco Montalva Feuerhake, quien anteriormente se había desempeñado como Gobernador de la Provincia de Cautín durante el Segundo gobierno de Michelle Bachelet (2014–2018).
Después de que su jefe de gabinete fuese acusado de abuso sexual, el Delegado Presidencial Regional de Atacama, Gerardo Tapia Tapia, renunció a su cargo el 20 de octubre de 2022. En su reemplazo asumió de manera interina Jorge Fernández Herrera, Delegado Presidencial Provincial de Chañaral.
El 26 de octubre de 2022 presentaron su renuncia los Delegados Presidenciales Regionales de Los Ríos y Ñuble, Paola Peña Marín (PCCh) y Claudio Ferrada Alarcón (RD), siendo sustituidos el 27 de octubre por Carla Peña Ríos (PCCh) y Gabriel Pradenas Sandoval (RD), respectivamente.
El 3 de mayo de 2023 presentó su renuncia la Delegada Presidencial Regional de Magallanes Luz Bermúdez (CS), siendo sustituida el 4 de mayo por José Ruiz Pivcevic.